# لایل (ایلینوی)
لایل (به انگلیسی: Lisle) یک منطقهٔ مسکونی در ایالات متحده آمریکا است که در شهرستان دوپیج، ایلینوی واقع شده‌است. لایل ۱۸٫۶۳ کیلومتر مربع مساحت و ۲۲٬۳۹۰ نفر جمعیت دارد و ۲۰۶٫۰۵ متر بالاتر از سطح دریا واقع شده‌است.